# Mimosa pteridifolia
Mimosa pteridifolia är en ärtväxtart som beskrevs av George Bentham. Mimosa pteridifolia ingår i släktet mimosor, och familjen ärtväxter. Inga underarter finns listade i Catalogue of Life.